# Bear River (Großer Salzsee)
Der Bear River (englisch für „Bärenfluss“) ist ein 780 km langer Fluss im Südwesten von Wyoming, Südosten von Idaho und Norden von Utah in den Vereinigten Staaten.
Das Gewässer ist der größte Zufluss des Großen Salzsees. Der Fluss entwässert das Gebirge östlich des Sees sowie das Farmland in den Tälern dazwischen und südwestlich der Snake River Plain.

## Beschreibung
Der Flusslauf gleicht einem umgekehrten großen U, das sich um das nördliche Ende der Wasatchkette legt. Der Bear River entspringt im Nordosten von Utah in mehreren kurzen Armen an der Nordflanke der bis zu 4100 m hohen Uinta Mountains im Süden des Summit Countys auf einer Höhe von 2594 m. Er fließt nach Norden durch den Wasatch National Forest ins Uinta County in Wyoming und durchschneidet die südwestliche Ecke des Bundesstaates bei Evanston. Zudem quert er die Interstate 80 und durchfließt das Woodruffs Narrows Reservoir. Anschließend schlängelt sich der Fluss auf seinem weiteren Weg nordwärts entlang der Staatsgrenze zwischen Utah und Wyoming. Er dreht dann nach Nordwesten ins Bear Lake County und fließt durch das Bear Lake Valley. Er passiert Montpelier, wo der kurze Bear Lake Outlet einfließt, der den Bear Lake entwässert. Bei Soda Springs am nördlichen Ende der Wasatchkette schwenkt der Bear River in einer Linkskurve abrupt nach Süden, zudem wird er hier zum Alexander Reservoir und weiter südwestlich zum Oneida Narrows Reservoir aufgestaut. Er fließt an Preston vorbei im breiten Cache Valley, das sich von Logan nordwärts erstreckt. Der Fluss kehrt südlich von Preston wieder nach Utah zurück und mäandriert an Cornish und Newton vorbei. Durch die Aufstauung bildet der Fluss das Cutler Reservoir, wo von Süden der Little Bear River einmündet. Vom westlichen Ende des Stausees durchfließt der Fluss südwärts das Bear River Valley und passiert Bear River City. Bevor sich der Bear River im Box Elder County auf einer Höhe von 1281 m in das schlammige Flachwasser einer ausgedehnten Bucht an der Ostseite des Großen Salzsees ergießt, etwa 15 km südwestlich von Brigham City, mündet von Norden noch der Malad River ein.
Der Fluss wird in den fruchtbaren Tälern, die er in seinem Unterlauf in Idaho und Utah durchfließt, zur Bewässerung genutzt. Die letzten 15 km vor der Mündung in einem kleinen Flussdelta sind geschützt und bilden das 229 km² große Bear River Migratory Bird Refuge.

## Hydrologie
Der Bear River ist als Zufluss des Großen Salzsees Teil des Gewässersystems des Großen Beckens. Das Einzugsgebiet des Bear River umfasst ein Areal von etwa 18.300 km² und grenzt an die Einzugsgebiete von Fontenelle Creek, Hams Fork, Little Muddy Creek und Muddy Creek im Osten, Blacks Fork im Südosten, Rock Creek und Duchesne River im Süden, Weber River, Chalk Creek und Ogden River im Südwesten, Deep Creek und Bannock Creek im Westen, Portneuf River im Nordwesten sowie Blackfoot River, Salt River und Greys River im Norden. Der mittlere Abfluss am Pegel in Corinne beträgt 44,72 m³/s, die größten Abflüsse finden sich in den Monaten März, April und Mai. Damit ist der Bear River der wasserreichste Zufluss des Großen Salzsees sowie der abflussreichste Fluss im gesamten Großen Becken.

## Geschichte
Zu Beginn des 19. Jahrhunderts war das Flusstal von Schoschonen besiedelt. Fallensteller der Hudson’s Bay Company begannen ab 1812, das Gebiet zu erkunden. Sie kamen über den Snake River nach Süden. In den späten 1840er Jahren war das Tal Ziel für Pioniere der Mormonen. Am 29. Januar 1863 attackierten Truppen der United States Army ein Winterdorf der Schoschonen im Cache Valley und töteten viele seiner Einwohner. Dieses Massaker wurde als Gefecht am Bear River bekannt.